# 清水こずえ
清水 こずえ（しみず こずえ、1月18日 - ）は、日本の女性声優。別名淡雪。

## 出演
太字はメインキャラクター。

### OVA
- 魔女っ子モエりん（モエりん）
- グローランサー〜新たなる伝説〜（2004年、レジーナ）

### ゲーム
時期不明
- BraveGear（グリン）

1997年
- エンジェル・ブレード（赤塚夏希）

2003年
- グローランサーIV（レジーナ）

2004年
- シャドウハーツII（川島芳子）

2005年
- CANDY GIRL（アリス）
- ファンタスティックフォーチュン2 Triple Star（葵の姉）

2006年
- グローランサーV（ノーラ）
- トリガーハート エグゼリカ（クルエルティア）

2007年
- エルヴァンディアストーリー（テス）
- くるくる◇プリンセス 〜夢のホワイト・カルテット〜（雪代ゆうな）
- グローランサーVI（シャイアー、ノーラ）

2009年
- トリガーハート エグゼリカ エンハンスド（クルエルティア）

2011年
- グローランサーIV オーバーリローデッド（レジーナ）

### ドラマCD
- グローランサーIV ドラマCD Vol.2〜決意〜（2004年、レジーナ）
- ドラマCD トリガーハート エグゼリカ 〜パラレルアンカー〜（2007年、クルエルティア）

## ディスコグラフィ

### 歌手参加楽曲
| 発売日        | 商品名                                                                              | 歌         | 楽曲                                            | 備考                                                       |
| ------------- | ----------------------------------------------------------------------------------- | ---------- | ----------------------------------------------- | ---------------------------------------------------------- |
| 時期不明      |                                                                                     | 清水こずえ | 「きらめき！モエりん」                          | OVA『魔女っ子モエりん』オープニングテーマ                  |
| 2003年2月28日 | 夏色小町 ORIGINAL SOUND TRACK                                                       | 淡雪       | 「夏色」                                        | PCゲーム『夏色小町』オープニングテーマ                     |
| 2003年6月25日 | サウンド フロム 夏色小町                                                            | 淡雪       | 「夏色（Vocal Dub A）」 「夏色（Vocal Dub B）」 | PCゲーム『夏色小町』ゲーム未使用となったオープニングテーマ |
| 2003年6月25日 | サウンド フロム 夏色小町                                                            | 淡雪       | 「ANYTIME」 「ANYTIME（Vocal Dub）」            | PCゲーム『夏色小町』ゲーム未使用となったエンディングテーマ |
| 2004年1月30日 | はぁ・はぁ・テレパス～はじめてなのに超BINKAN～ ハァハァしちゃうぞスペシャルでぃすく | 清水こずえ | 「はぁ・はぁ・テレパス」                        | PCゲーム『敏感女子校生 尽くしたいの！』オープニングテーマ  |
| 2004年2月25日 | ロドリゲスのぶの「いけないお仕事」                                                  | 清水こずえ | 「BANG BANG BANG!」                             | PCゲーム『い・け・な・いお仕事』オープニングテーマ         |
| 2004年8月27日 | doll～歌姫 vol.4 祭                                                                 | 清水こずえ | 「きゅらら」 「ZENRYOKU・バカンス♪」            |                                                            |
| 2005年3月25日 | マージ〜MARGINAL〜 MAMACOLLE SOUND TRACK                                            | 清水こずえ | 「You can fly」                                 | PCゲーム『マージ 〜MARGINAL〜』オープニングテーマ          |